# Шилович, Георгий Владимирович
Гео́ргий Влади́мирович Шило́вич (бел. Гео́ргій Уладзі́міравіч Шыло́віч; 7 января 1924, Минск — 20 октября 2011, Минск) — белорусский советский прозаик, кинодраматург, переводчик, журналист. Член Союза писателей СССР (1961).

## Биография
Родился 7 января 1924 года в семье служащего в Минске.
До начала Великой Отечественной войны успел закончить первый курс Минского строительного техникума.
С декабря 1941 года — участник Минского подполья, с марта 1943 года — партизан в бригаде имени Железняка на Бегомльщине, с 1944 по 1945 годы служил в Советской Армии.
Окончил отделение журналистики Белорусского государственного университета (1951). Работал в редакциях газет «Мінская праўда» (1951—1953), «Зорька» (1953—1964). С 1965 года — ответственный секретарь, в 1978—1985 годы — заместитель главного редактора журнала «Беларусь».

## Сценарии
- 1965 «Родныя бярозы не спяць» (документальный)
- 1966 «Зялёны патруль» (документальный)
- 1967 «Трэба марыць» (документальный)

### Сборники очерков, рассказов и повестей для детей
- бел. «Твая дарога» («Твоя дорога») (1957)
- бел. «Запіска на шыбе» («Записка на стекле») (1960)
- бел. «Школа ля крэпасці» («Школа у крепости») (1962)
- бел. «Піянерская адвага» («Пионерская отвага») (1962)
- бел. «Праз полымя вайны» («Через пламя войны») (1963)
- бел. «Сшытак у чорнай вокладцы» («Тетрадь в чёрной обложке») (1965)
- бел. «Чарапаха без панцыра» («Черепаха без панциря») (1966)
- бел. «Святло далёкага Алькора» («Свет далёкого Алькора») (1973)

### Повести для детей
- бел. «Туман ідзе па следу» («Туман идёт по следу») (журнал «Беларусь», 1963—1964)
- бел. «Сустрэча з сонейкам, альбо Аповесць пра Пецьку-флібусцьера і некаторых яго сяброў» («Встреча с солнышком, или повесть о Петьке-флибустьере и некоторых его друзьях») (1981)

### Сказки
- бел. «Талісман : Казкі» («Талисман : Сказки») (2000)

### Избранное
- бел. «Падарожжа сярод лета» («Путешествие через лето») (1983)
- бел. «Школа каля крэпасці» («Школа у крепости») (1986)
- бел. «Сонечны ранак : аповесці, апавяданні, казкі» («Солнечное утро : повести, рассказы, сказки») (2011)

### Переводы
Переводит на белорусский язык с русского и украинского языков.

### В переводе на русский язык
- Шилович, Г. В. Школа у крепости : повесть и рассказы / Г. В. Шилович; авториз. пер. с белорус. М. Горбачева. — Москва : Молодая гвардия, 1964. — 171 с.
- Шилович, Г. В. Тетрадь в чёрной обложке : Рассказы, очерки / Г. В. Шилович; Авториз. пер. с белорус. И. Соколовского. — Минск : Беларусь, 1967. — 152 с.
- Шилович, Г. В. Туман идет по следу : Повести / Г. В. Шилович; Авториз. пер. с белорус. — Минск : Беларусь, 1970. — 176 с.
- Шилович, Г. В. Черепаха без панциря : Повесть / Г. В. Шилович; Авториз. пер. с белорус. В. Идельсона. — Минск : Мастацкая літаратура, 1979. — 208 с.

### В переводе на украинский язык
- Шыловіч, Г. Туман іде по сліду : повісті / Г. Шыловіч; авториз. переклад з білоруської Н. Тищенко. — Київ : Веселка, 1977. — 159 с.

## Награды и звания
- Орден Отечественной войны 2 степени
- Медали